# ليزا لو (مصورة)
ليزا لو (بالإنجليزية: Lisa Law)‏ هي مصورة أمريكية، ولدت في 1943 في الولايات المتحدة.

## وصلات خارجية
- ليزا لو على موقع IMDb (الإنجليزية)
- ليزا لو على موقع ميوزك برينز (الإنجليزية)
- ليزا لو على موقع ديسكوغز (الإنجليزية)